# Francisco Maria da Silva
Francisco Maria da Silva (Murtosa, 15 de Março de 1910 - Braga, 14 de Outubro de 1977), foi arcebispo de Braga de 12 de Dezembro de 1963 até à sua morte.
Foi ordenado sacerdote em 21 de Maio de 1932, integrando o presbitério de Évora.
Doutor em Teologia pela Universidade Gregoriana (Roma), obteve na mesma Universidade o bacharelato em Direito Canónico.
Em 20 de Dezembro de 1956 foi nomeado bispo auxiliar de Braga, com o título de arcebispo de Telmisso. A ordenação episcopal ocorreu a 31 de Março de 1957.
Esteve presente no Concílio Vaticano II, assinando como «Ego FRANCISCUS MARIA DA SILVA, Archiepiscopus Bracharensis, Primas Hispaniarum.».